# 滋賀県道106号千町石山寺辺線
滋賀県道106号千町石山寺辺線（しがけんどう106ごう せんちょういしやまてらべせん）は、滋賀県大津市を通る一般県道である。

## 概要
大津市石山千町から大津市石山寺3丁目に至る。京都府道・滋賀県道782号醍醐大津線から分岐し、京滋バイパスとほぼ並行し国道422号に達する道路である。特に、石山寺3丁目北交差点から石山寺3丁目西交差点までの区間は京滋バイパスの供用開始に伴って1988年（昭和63年）に供用開始された区間である。この旧道は市道に降格されている。
石山寺3丁目西から滋賀大学西門付近までは歩道が整備されていない。そのため、歩道の整備が検討されている。石山千町の起点（老人ホーム前。起点碑あり）で京都府道・滋賀県道782号醍醐大津線が道なりにつながっているが途中通行不能区間があるため醍醐方面へ抜けることは不可能である。

### 路線データ
- 起点：大津市石山千町（京都府道・滋賀県道782号醍醐大津線交点）
- 終点：大津市石山寺3丁目（石山寺三丁目北交差点、国道422号交点）
- 総延長：3.0 km

## 歴史
- 1958年（昭和33年）7月26日 - 滋賀県告示第291号により路線認定[1]。

## 地理

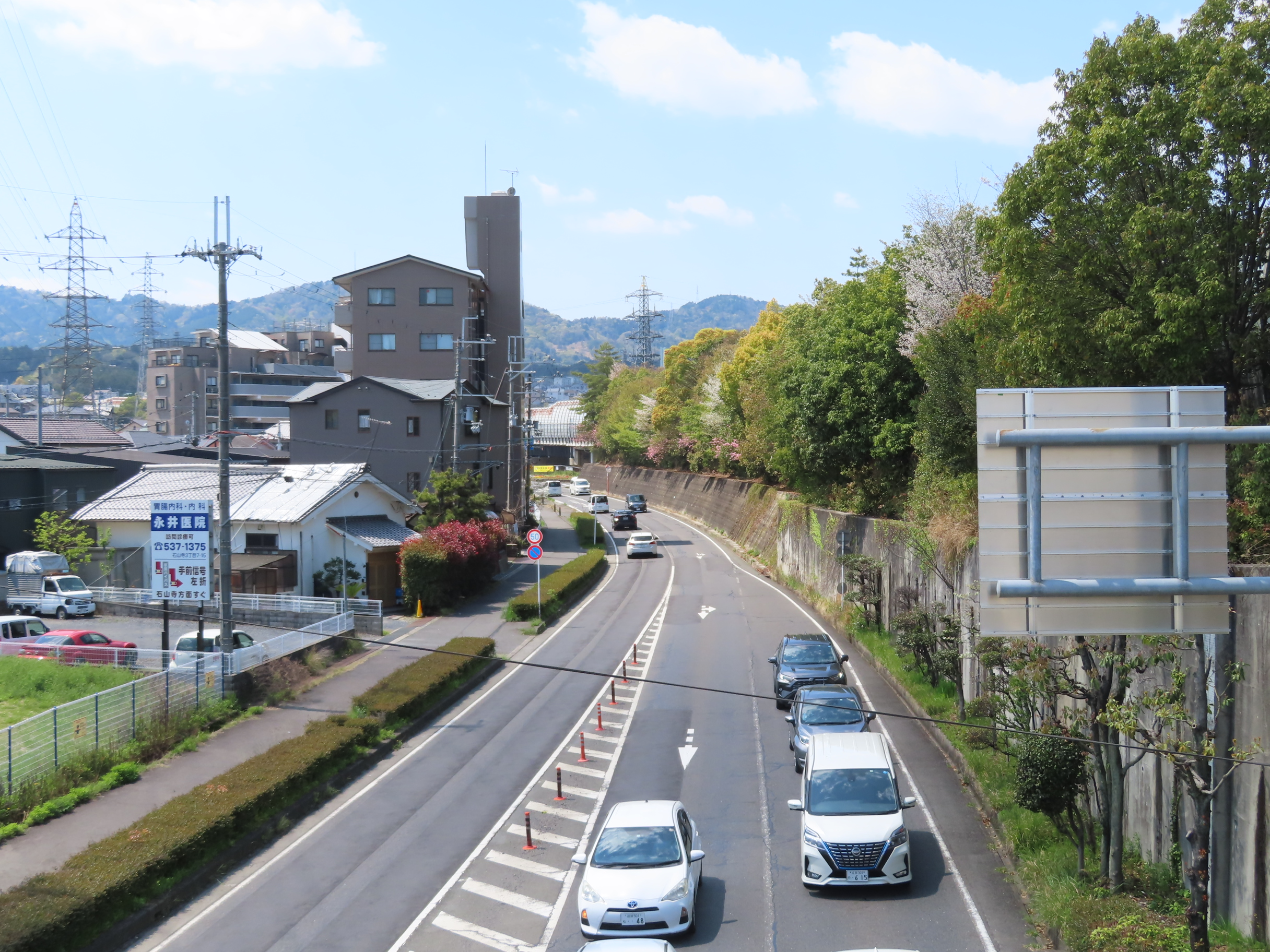
大津市石山寺3丁目。京滋バイパス（右側）と並行する。

### 通過する自治体
- 大津市

### 交差する道路
| 交差する道路                      | 交差する場所 | 交差する場所                |
| --------------------------------- | ------------ | --------------------------- |
| 京都府道・滋賀県道782号醍醐大津線 | 石山千町     | 起点                        |
| E88 京滋バイパス                  | 石山寺5丁目  | 1 石山IC                    |
| 国道1号 / 京滋バイパス（一般部）  | 石山寺3丁目  | 石山寺三丁目交差点          |
| 国道422号                         | 石山寺3丁目  | 石山寺三丁目北交差点 / 終点 |

### 沿線
- 国立滋賀大学教育学部
- 大津市立石山小学校
- 大津市石山市民体育館
- 西蓮寺
- 大平会館

## ギャラリー

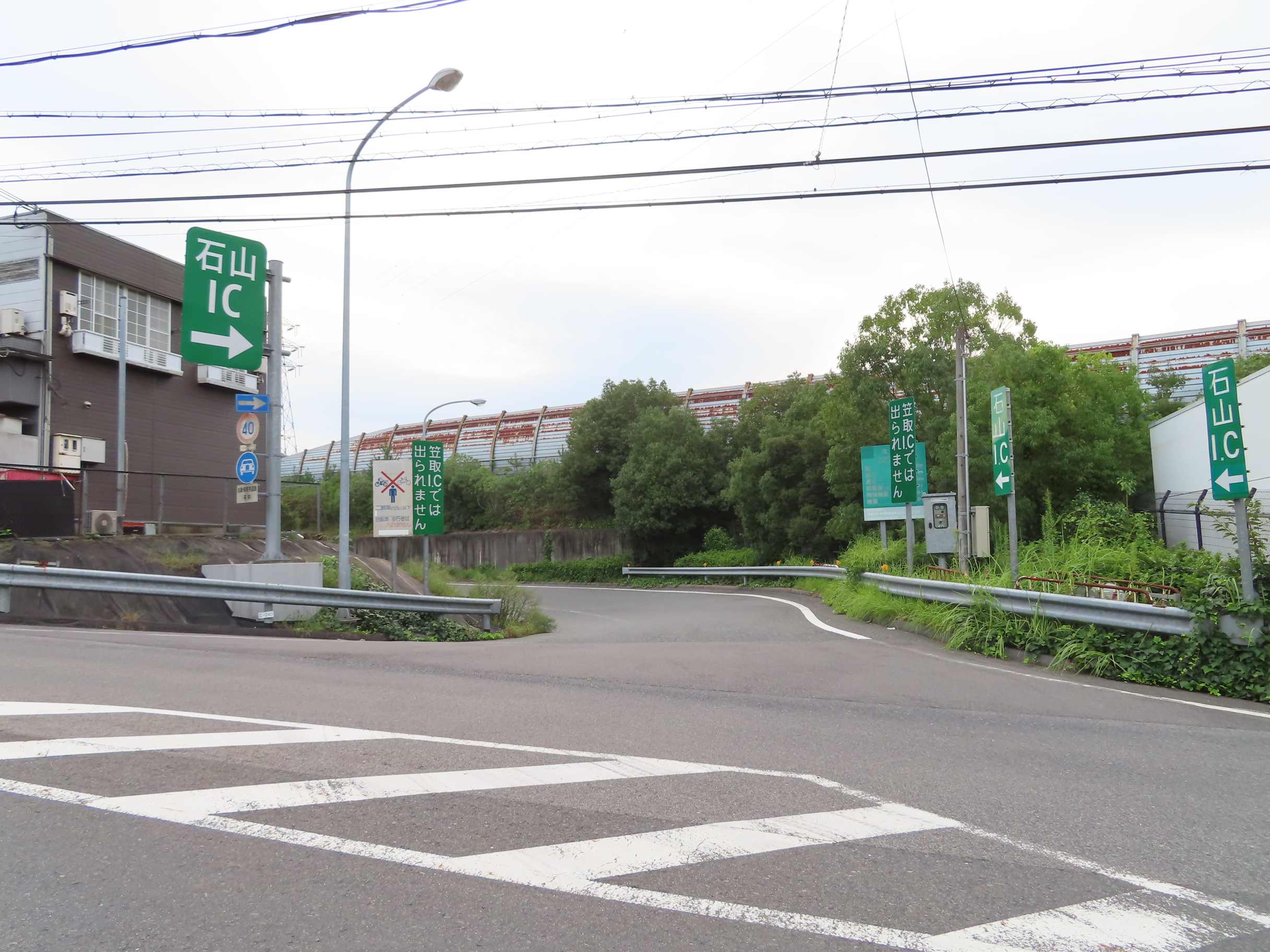
京滋バイパス 石山IC入口
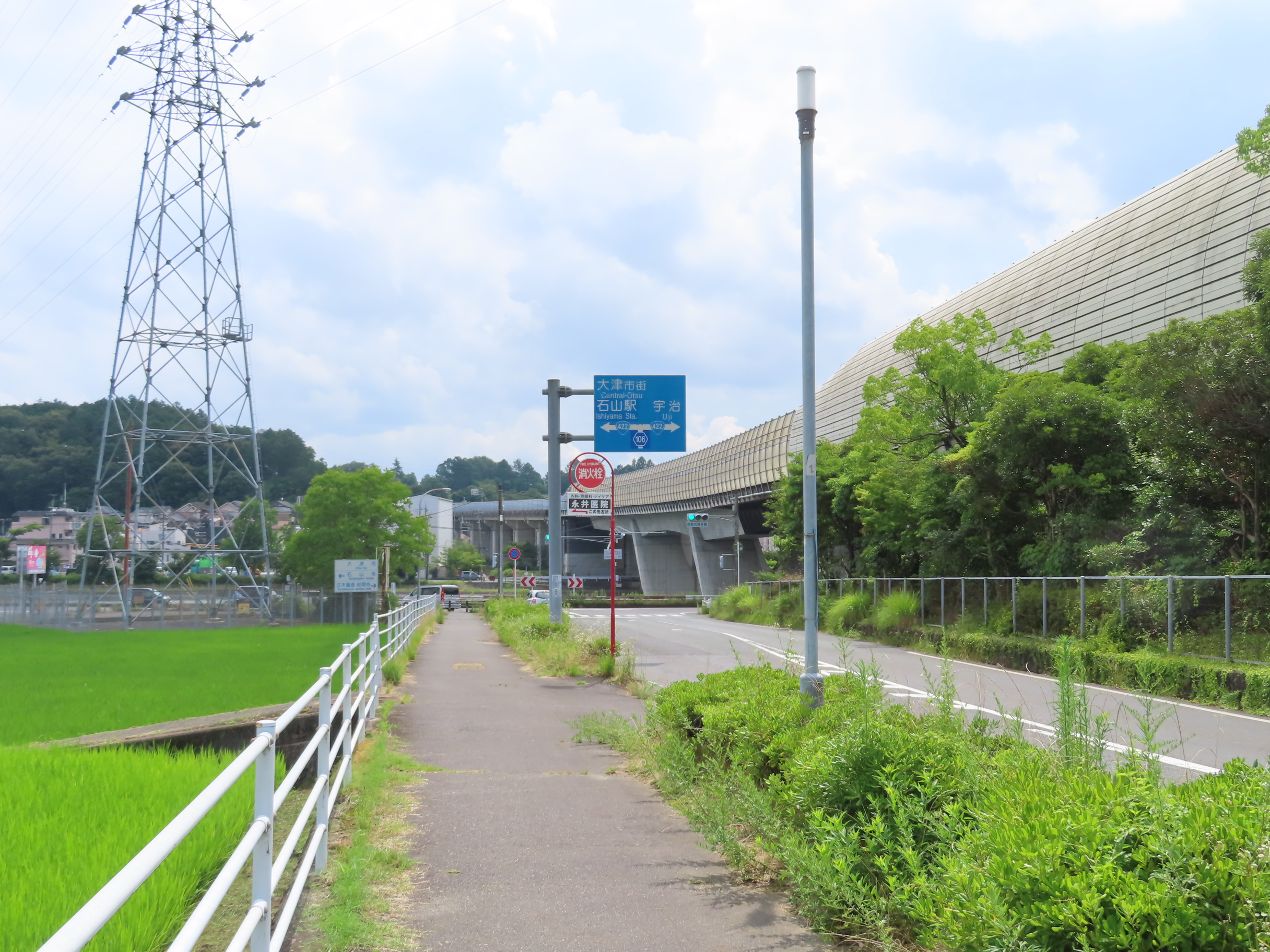
国道422号と接続する終点（石山寺3丁目北交差点）